# Jardim São João (Niterói)

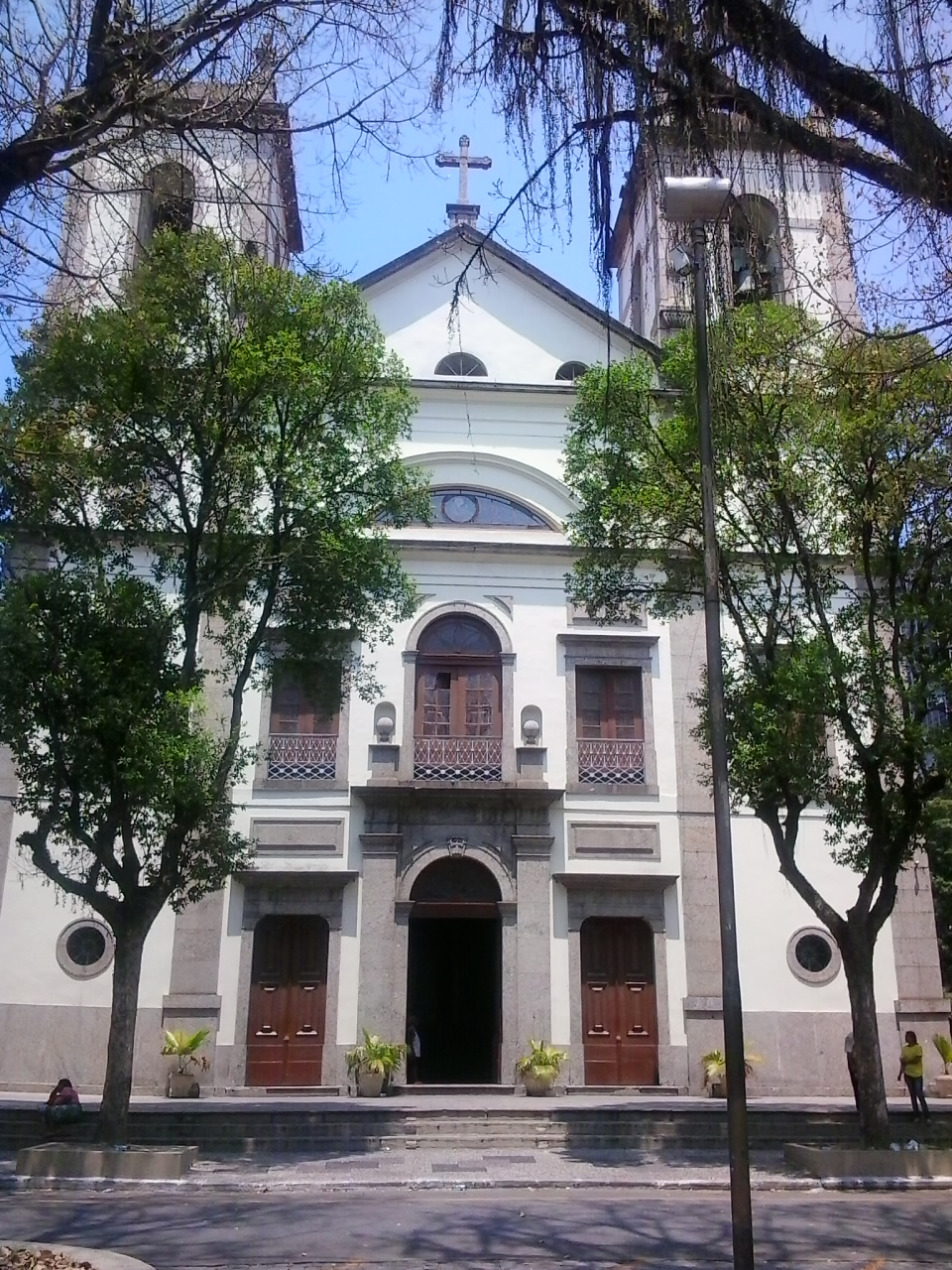
Catedral de São João

O Jardim São João é uma área no Centro de Niterói formado por duas praças, sendo originalmente projetada em 1819, como parte do plano de arruamento da Villa Real da Praia Grande, para ser o rossio da cidade (grande área livre com uma igreja), para abrigar a igreja matriz e a câmara municipal. Possui grande circulação de pessoas, comércio popular e algumas construções com grande valor histórico e cultural. É delimitada pelas ruas São João, São Pedro, Visconde do Uruguai e Barão do Amazonas, sendo ainda que as duas praças são cortadas pela rua Visconde de Itaboraí.
O Jardim São João reúne um conjunto cultural importante para a cidade, além das duas praças, composto pela Catedral Metropoliana São João Batista, o antigo Paço Municipal de Niterói (atual Secretaria Municipal de Educação e Fundação Municipal de Educação de Niterói), o Instituto Histórico e Geográfico de Niterói e a Academia Fluminense de Letras, o Conservatório de Música de Niterói e a Casa de Norival de Freitas, além de edifícios histórico que abrigam comércio popular tradicional.

## História

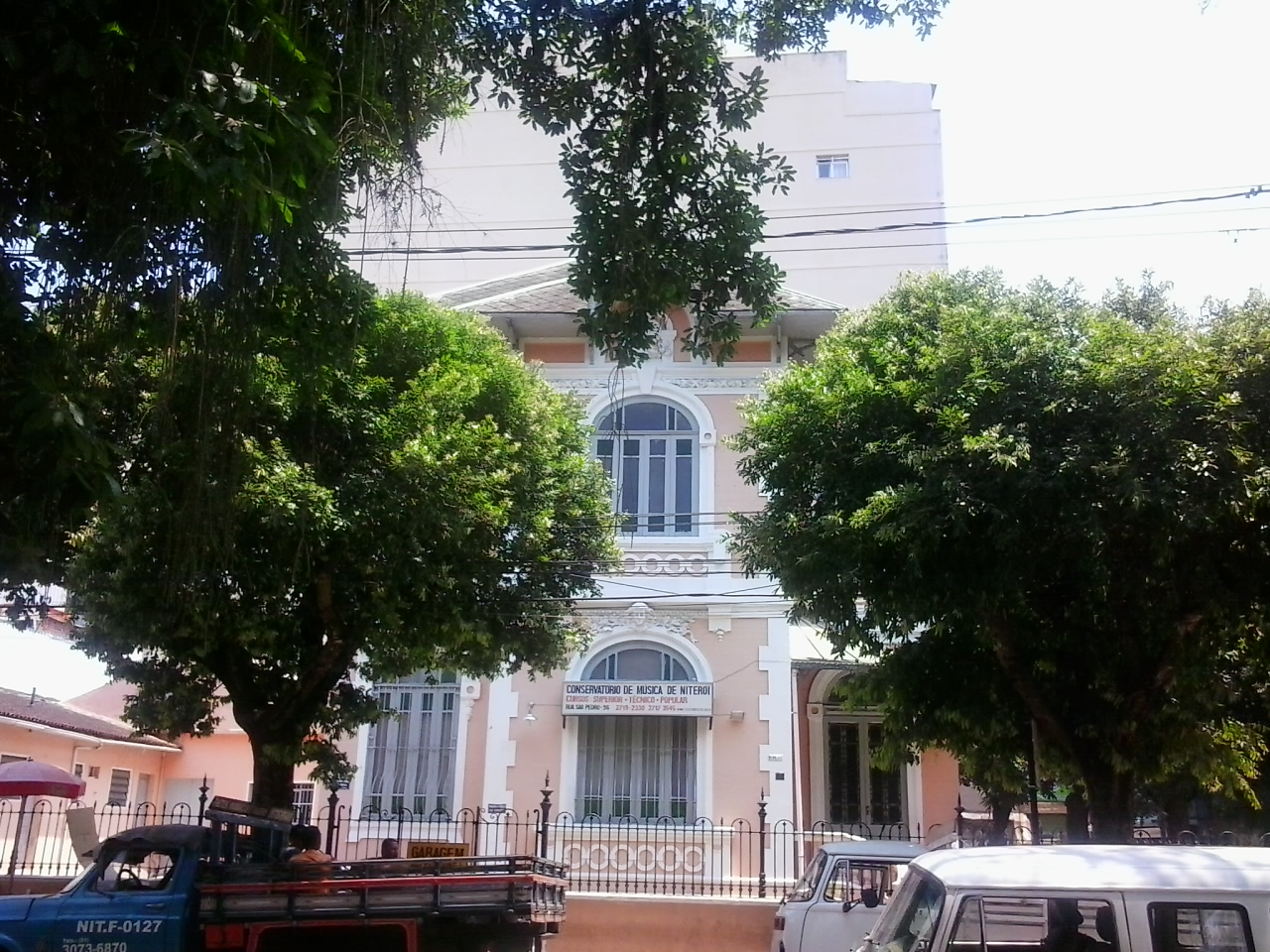
Conservatório de Música de Niterói

A área onde se situa o Jardim São João era, anteriormente, um cemitério indígena. Pertencia à sesmaria concedida em 1568 aos índios temiminós sob o comando do cacique Arariboia.
Em 1819, atendendo aos apelos da população, o rei Dom João VI, que costumava passar temporadas de férias no bairro de São Domingos, elevou a região da Banda D´Álem à condição de vila. Mas, como o lugar não comportava a edificação de prédios públicos como a cadeia, a câmara e o pelourinho, a sede da Vila acabou sendo transferida para o Arraial da Praia Grande, atual Centro de Niterói em 1819, ano que se instala a câmara municipal.

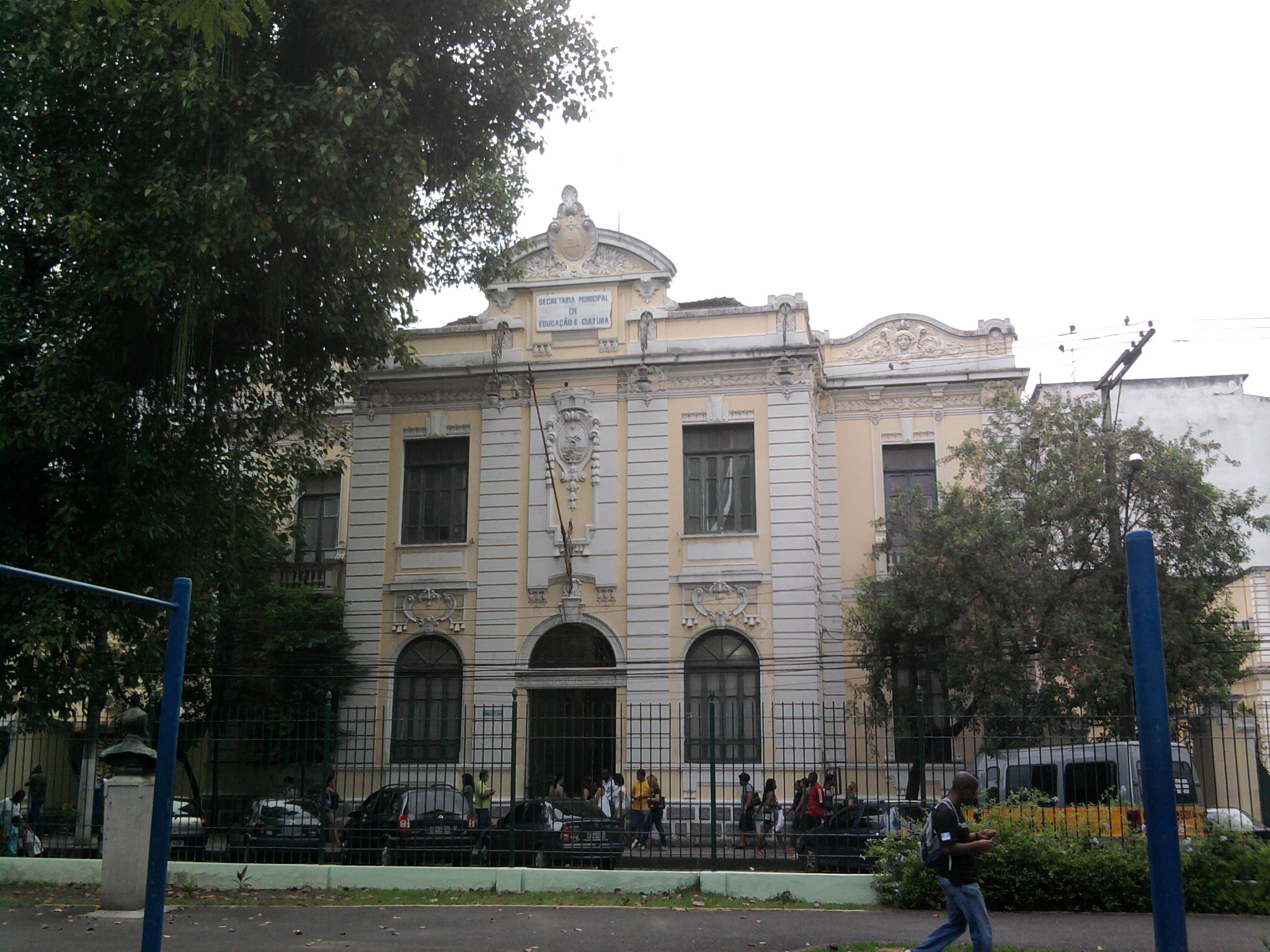
Paço Municipal de Niterói

No ano seguinte, foi feito um plano de arruamento da cidade, transferindo a sede da vila e a Câmara para um bairro vizinho a São Domingos, o Arraial da Praia Grande, atual Centro, ordenando o centro da cidade em ruas segundo uma disposição quadriculada que se mantém até hoje - sendo o primeiro planejamento urbano de uma cidade brasileira. O projeto era da autoria do francês Arnaud Julien Pallière e do major engenheiro brasileiro Antônio Rodrigues Gabriel de Castro.
No plano dispunha a Centro da Vila com duas grandes praças ou largos, paralelos e equidistantes. Em um ficaria o rossio, conhecido como Largo São João (atual Jardim São João) e o outro o Largo do Pelourinho, a atual Praça do Rink. No rossio se construiria a igreja matriz (a Catedral de São João Batista, inaugurada em 1854, na presença do imperador Dom Pedro II) e a Casa da Câmara e Cadeia, obedecendo ao planejamento urbanístico de Pallière.
As terras do futuro Jardim São João integravam a fazenda do brigadeiro Manoel Álvares da Fonseca e Costa, que doou as terras em 1820 para a construção do rossio da vila. Por sua vez, o Largo da Memória (atual Praça do Rink), também no Centro de Niterói, ficou reservado para instalação do pelourinho da vila. Assim, o juiz de fora, José Clemente Pereira, primeiro presidente da câmara, iniciou, nesse mesmo ano, naquelas terras, a construção da primeira sede da administração municipal. Nesse momento, a área começou a ser conhecida como Largo de São João.
Em 1824, foi inaugurada a Casa da Câmara e Cadeia, prédio, que em 1913, seria demolido para a construção do Paço Municipal de Niterói, a sede da Câmara Municipal, e que, com a elevação de Niterói à cidade e capital da Província do Rio de Janeiro, abrigaria, simultaneamente a Assembleia Legislativa até 1917, quando este passou a se instalar em prédio próprio, no novo Centro Cívico, atual Praça da República.

## Catedral Metropolitana de São João Batista

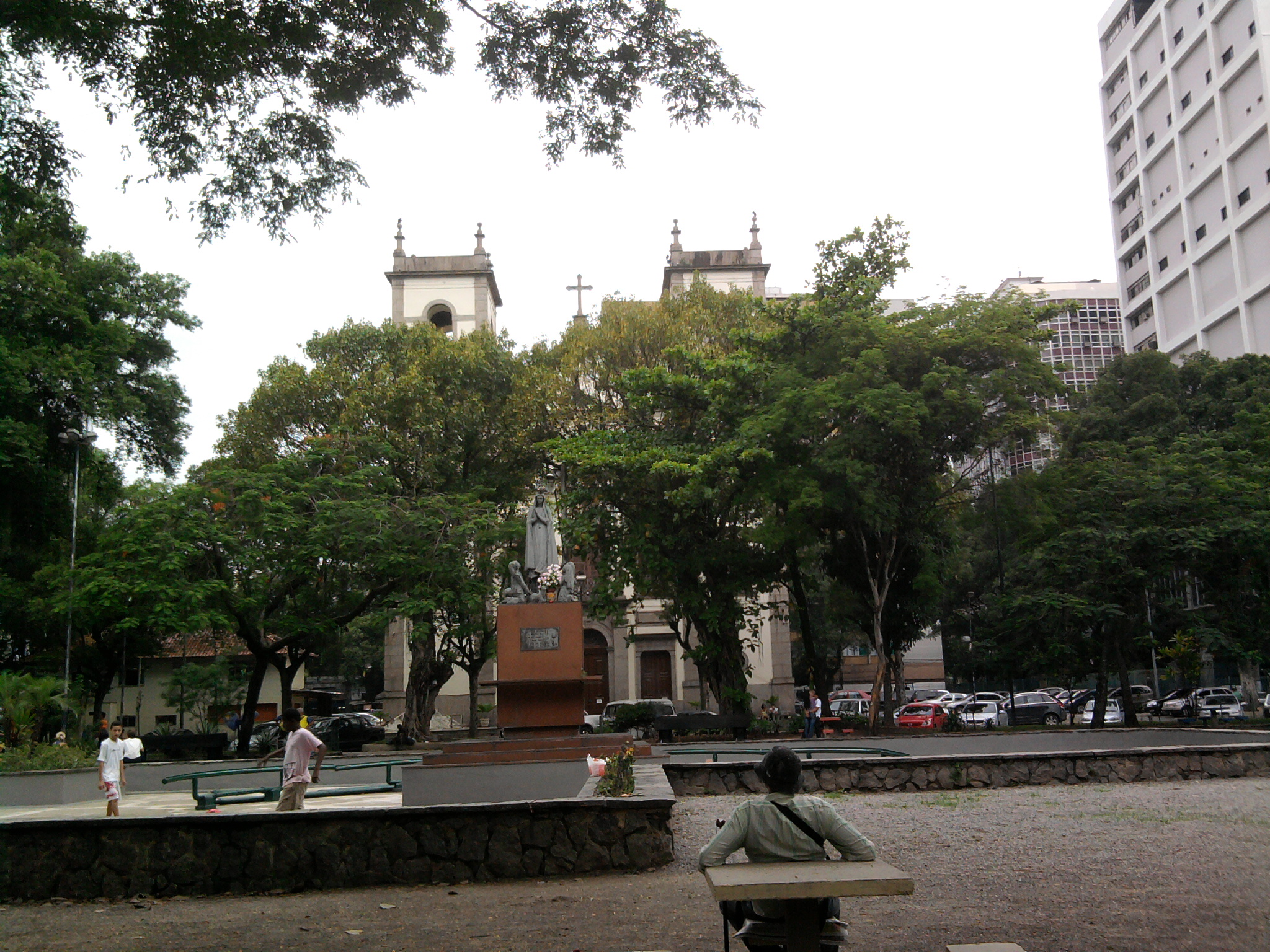
Parcela do Jardim São João em frente a Catedral de São João Batista

A Catedral Metropolitana de Niterói de São João Batista é um templo católico em Niterói em estilo colonial e possui duas torres campanários, rica ornamentação e é a igreja matriz da Arquidiocese de Niterói.
A construção da atual igreja iniciou-se em 1842, por iniciativa do Marquês do Paraná, Presidente da província, que solicitou recursos à Assembleia Legislativa. Em 1854, em visita oficial a Niterói, o Imperador Dom Pedro II assistiu a benção do templo. Porém sua conclusão foi em 1885.Foi decorada internamente em 1929 pelo artista italiano Colossi e seu órgão foi inaugurado solenemente em 1947. Foi bombardeada na Revolta da Armada e sofreu várias reformas no século XX.
O templo foi totalmente restaurada entre 2010 e 2012.

## Atualmente
Além do Paço Municipal de Niterói, que abriga atualmente a Secretaria Municipal de Educação e Fundação Municipal de Educação de Niterói), e nos seus dois anexos também históricos, o Instituto Histórico e Geográfico de Niterói e a Academia Fluminense de Letras, se localizam, na área, outros prédios de grande valor histórico e cultural, entre eles, a Igreja Matriz de São João Batista e o Conservatório de Música de Niterói e Casa de Norival de Freitas, além de edifícios histórico que abrigam comércio popular tradicional.
Ao longo do tempo, como é comum nas áreas centrais das grandes cidades, o Jardim São João passou por um processo de degradação e ficou por anos a espera de revitalização.
Recentemente, passou por reformas, porém o resultado não agradou muito à população e aos comerciantes locais, ficando aquém do anunciado pelas autoridades municipais.